# Делзел (Илиноис)
Делзел (енгл. Dalzell) град је у америчкој савезној држави Илиноис.

## Демографија
По попису из 2010. године број становника је 717, што је 0 (0,0%) становника више него 2000. године.
| Група             | 2000.       | 2010.       |
| Белци             | 704 (98,2%) | 670 (93,4%) |
| Афроамериканци    | 1 (0,1%)    | 2 (0,3%)    |
| Азијати           | 0 (0,0%)    | 7 (1,0%)    |
| Хиспаноамериканци | 9 (1,3%)    | 26 (3,6%)   |
| Укупно            | 717         | 717         |